# Dubaï Papers
Dubaï Papers est le nom d'une fuite de milliers de documents internes révélée en France par le journal l'Obs et la Cellule investigation de Radio France en septembre 2018. Ces documents démontrent ou confirment l'existence d'un réseau international de fraude fiscale et d'un « système de blanchiment offshore aux Émirats arabes unis », en particulier à Dubaï, organisé dans ce cas par l'intermédiaire d'une nébuleuse financière spécialisée dans l'ingénierie de l'opacité, basée aux Émirats arabes unis : le groupe Hélin. Son fondateur est le prince belge Henri de Croÿ. Le groupe Hélin s'est mis au service de « deux cents clients recrutés par cooptation : des oligarques russes, des sportifs, des grandes fortunes, des aristocrates et des chefs d'entreprise français » qui dans ce réseau utilisaient des pseudonymes (ex. : « Madame W1 », « A3 » ou « Monsieur Tulip ») pour mieux se cacher du fisc.

## Historique
Dubaï est connu depuis plusieurs années pour sa contribution à la criminalité financière qui s'est perpétuée ou amplifiée dans les années 2000-2020, en dépit d'une prise de conscience des certaines autorités locales (AMLSCU, AOCD et Banque centrale qui au milieu des années 2010 se disaient conscientes que de futures stratégies de prévention du blanchiment d'argent sont nécessaires), et bien que le pays ait signé, en 2000, la Convention des Nations unies contre la criminalité transnationale organisée (dite Convention de Palerme), puis, en 2003 la Convention pour la lutte contre la corruption.
William Bourdon, avocat et président de l'ONG Sherpa, dédiée à lutte contre les crimes économiques), avait dès 2016, peu après la révélation des "Panama Papers", écrit qu'il fallait s'attendre à d'autres "papers", dont des "Dubaï Papers" et peut-être des "Hongkong Papers". Deux ans plus tard, en 2018, interrogé après les révélations de L'Obs, il estime que ces dernières confirment que la place financière intouchable de Dubaï est bien devenue « une machine à laver mondiale pour l'argent sale ».

## Personnalités citées ou incriminées
- Henri de Croÿ (juriste et ancien banquier dans la finance internationale, ayant notamment travaillé pour l'ex-Générale de Banque à Londres), parfois surnommé "Le Prince noir" depuis qu'il a été poursuivi pour fraude fiscale dans les années 2000[8] ; Précédemment, une première affaire avait conduit à l'inculpation d'une quarantaine de personnes. Après plus de 10 ans d'instruction et les enquêtes lancées par Alain Zenner, ancien commissaire du gouvernement chargé de la lutte contre la grande fraude fiscale (premier du genre), on découvre des montages fiscaux complexes mis en place au milieu des années 1990 via environ 420 sociétés de liquidités liées au prince. Ce système a détourné environ 3 milliards d'anciens francs belges (environ 75 millions d'euros) des finances publiques de l'Etat. Henri de Croÿ a alors été condamné par la 49ᵉ chambre du tribunal correctionnel de Bruxelles, le 28 juin 2012, à trois ans de prison avec sursis[9] ; En 2015, il est finalement acquitté, arguant qu'il faisait de l'optimisation fiscale poussée, mais sans preuve d'illégalités.
- Geraldine Whittaker (britannique, ex-banquière, partenaire du prince Henri de Croÿ depuis 20 ans), dont le trust, W Trust, est l'actionnaire principal du groupe Helin[2] et souvent présentée comme « la tête pensante du réseau de sociétés offshore abrité par son groupe, le W Trust »[8] ;
- François Dejardin (manager d'Helin International FZE dans la ville de Ras al-Khaïmah, entré dans le groupe en septembre 2013, décédé[10] le 9 septembre 2024 à Liège), selon qui le système de fraude s'est développée dans la société sans qu'il en soit informé[11] ;
- Sébastien de Montessus (qui fut à la tête de la « Division mines » d'Areva), après une ascension fulgurante dans le groupe, et avant de prendre les rênes du groupe La Mancha (mines d'or), appartenant au magnat et milliardaire égyptien Naguib Sawiris. En mars 2018, il a été mis en examen pour "abus de confiance", "corruption active d'agent public étranger" et "corruption passive"[2].
- Aleksei Korotaev (homme d'affaires russo-suisse), arrêté à Dubaï et suspecté d'avoir émis un chèque sans provision de 18,2 millions d'euros ; Il accuse le groupe Helin, gestionnaire de son argent, d'avoir vidé ses comptes.
- Nicolas Anelka (footballeur), embauché début 2017 par Alexsei Korotaev comme conseiller pour son projet d'achat du club néerlandais de Roda JC.

## Conséquences
En France, le premier jugement, rendu en septembre 2021, a concerné deux responsables d'une entreprise de commerce de produits d'hygiène condamnés à Paris à neuf mois de prison avec sursis et 80 000 euros d'amende (pour évasion fiscale). Ils avaient défiscalisé 1,5 million d'euros en dix ans (soit « 3 % du son chiffre d'affaires de l'entreprise chaque année ), via l'émission de fausses factures à des sociétés-écran du Groupe Hélin (basé aux Emirats arabes unis). L'argent défiscalisé était ensuite rétroversé  par Hélin sur des comptes à l'étranger (après prélèvement d'une commission). Chacun de ces deux directeurs a admis avoir ainsi détourné environ 400 000 euros en dix ans. Ils ont, outre leur amende, réglé 600 000 euros chacun d'arriérés à l'Etat.
Le Parquet national financier (PNF) et l’administration fiscale française disposent d’informations sur plusieurs centaines de clients soupçonnés de fraude fiscale. En janvier 2023, le PNF a lancé un dernier appel pour régulariser les situations litigieuses ou délictuelles.

### Scandales mondiaux via paradis fiscaux
Rappel des principaux scandales mondiaux d'évasions fiscales et blanchiments d'argent via paradis fiscaux :
- Affaire des évadés fiscaux (2013) dont Affaire Cahuzac
- Offshore Leaks (2013)
- China Leaks (2014)
- Luxembourg Leaks (2014)
- FootballLeaks (2015)
- Swiss Leaks (2015)
- Bahamas Leaks (2016)
- Panama Papers (2016)
- Malta Files (2017)
- Paradise Papers (2017 - Personnes visées)
- CumEx Files (2018)
- Implant Files (2018)
- MacronLeaks (2019)
- Mauritius Leaks (2019)
- BlueLeaks (2020)
- FinCEN Files (2020)
- OpenLux (2021)
- Pandora Papers (2021)